# Соляной хребет
Соляно́й хребе́т (урду کوہ نمک‎, Кухе-Немек) — горный хребет в провинции Пенджаб в Пакистане, получивший своё название благодаря огромным месторождениям каменной соли. Он простирается от реки Джелам до Инда через северный район Пенджаба. Соляной хребет включает такие крупные прииски как Майо, Кхевра, Варча и Калабагха, в которых содержатся огромные запасы сырья. Также там есть уголь среднего качества. Высочайшими горами Соляного хребта являются Сакасер и Тилла-Джогиан. Также там есть озёра: Кхабеккикахар и Учхали.
В Соляном хребте находится типовой разрез индского яруса триасовой системы, выделенного советскими учёными Л. Д. Кипарисовой и Ю. Н. Поповым в 1956 году.